# AMX-30B2
 (juin 2024).
La mise en forme du texte ne suit pas les recommandations de Wikipédia : il faut le « wikifier ».
Les points d'amélioration suivants sont les cas les plus fréquents :
- Les titres sont pré-formatés par le logiciel. Ils ne sont ni en capitales, ni en gras.
- Le texte ne doit pas être écrit en capitales (les noms de famille non plus), ni en gras, ni en italique, ni en « petit »…
- Le gras n'est utilisé que pour surligner le titre de l'article dans l'introduction, une seule fois.
- L'italique est rarement utilisé : mots en langue étrangère, titres d'œuvres, noms de bateaux, etc.
- Les citations ne sont pas en italique mais en corps de texte normal. Elles sont entourées par des guillemets français : « et ».
- Les listes à puces sont à éviter, des paragraphes rédigés étant largement préférés. Les tableaux sont à réserver à la présentation de données structurées (résultats, etc.).
- Les appels de note de bas de page (petits chiffres en exposant, introduits par l'outil «  Source ») sont à placer entre la fin de phrase et le point final[comme ça].
- Les liens internes (vers d'autres articles de Wikipédia) sont à choisir avec parcimonie. Créez des liens vers des articles approfondissant le sujet. Les termes génériques sans rapport avec le sujet sont à éviter, ainsi que les répétitions de liens vers un même terme.
- Les liens externes sont à placer uniquement dans une section « Liens externes », à la fin de l'article. Ces liens sont à choisir avec parcimonie suivant les règles définies. Si un lien sert de source à l'article, son insertion dans le texte est à faire par les notes de bas de page.
- La présentation des références doit suivre les conventions bibliographiques. Il est recommandé d'utiliser les modèles {{Ouvrage}}, {{Chapitre}}, {{Article}}, {{Lien web}} et/ou {{Bibliographie}}. Le mode d'édition visuel peut mettre en forme automatiquement les références.
- Insérer une infobox (cadre d'informations à droite) n'est pas obligatoire pour parachever la mise en page.

Pour une aide détaillée, merci de consulter Aide:Wikification.
Si vous pensez que ces points ont été résolus, vous pouvez retirer ce bandeau et améliorer la mise en forme d'un autre article.
 (juin 2024).
L' AMX-30B2 est la première sous-variante améliorée de l' AMX-30B , qui est la deuxième variante de la famille de chars de combat principaux qui est l'AMX-30.
En raison de problèmes de transmission, l'armée française a commencé à mettre à niveau sa flotte de chars aux normes avec AMX-30B2 en 1979, ce qui comprenait une nouvelle transmission, un nouveau moteur diesel Hispano-Suiza HS-110-S2 et l'introduction du nouveau OFL 105 F1. munitions à sabot anti-blindage stabilisées à ailerons (APFSDS). Un télémètre laser et un équipement d'imagerie thermique sont également inclus pour le tireur du char. L'AMX-30B2 est entré en service en 1982.

## Historique
Mise en service en 1982, cette version de l’AMX-30, lui-même conçu à la fin des années 50, fut marquée par l’apparition des « boites noires », c’est-à-dire de l’arrivée en force de l’électronique à bord des chars français. Construite neuve ou par modernisation de l’AMX-30B, la version B2 représentait une sorte d’intermédiaire entre les chars conçus dans l’esprit de la Seconde Guerre mondiale et ceux de nouvelle génération comme le M1 Abrams ou le Leopard 2. Elle répondait à la notion de « bataille de l’avant » qui nécessitait une capacité à faire mouche au premier coup, avec un taux de probabilité d’atteinte de 90% de jour comme de nuit, mais aussi une mobilité accrue.

## Armement

### Armement principale
Un canon GIAT CN-105 F1 à âme rayée d'un calibre de 105 mm en acier monobloc de 105 mm de 56 calibres d'une longueur de 5,9 m. Il a un débattement en angle de −8° à 20°. La hausse de combat standard est de 1 100 m. Il ne dispose pas d'un frein de bouche ni d'un extracteur de fumée. La longueur de recul est de 380 mm lors d'un tir d'obus et son extension maximale est de 400 mm. Il comprend deux freins de tir hydrauliques diamétralement opposés et un récupérateur oléo-pneumatique. Un système d'air pulsé évacue les fumées du canon. Un manchon anti-arcure en magnésium recouvre le tube du canon.
Il dispose d'un système de pointage SAMM CH 27-1S fonctionnant à l'aide de moteurs hydrauliques qui contrôlent l'élévation du canon par un cylindre hydraulique qui sert aussi d'amortisseur et en azimut par un moteur hydraulique. Le tireur dispose de deux poignées de contrôle alors que le chef de char n'a qu'une seule poignée qui peut lui donner priorité sur le tireur.
La télémétrie est opérée par le chef de char qui définit la cible, calcule la distance et transmet par interphone les informations au tireur. Avec l'AMX-30B cette télémétrie est effectuée à l'aide d'un télémètre optique, avec l'AMX-30B2 elle est effectuée par télémètre laser.

### Armement jumelé
L'armement jumelé est fixé à gauche du canon. Il peut être utilisé synchronisé avec le canon de 105 mm comme marqueur de visée ou pour traiter un objectif qui ne nécessite pas l'usage d'un obus. Il peut être utilisé indépendamment comme arme d'autodéfense ou antiaérienne légère contre des avions lents ou des hélicoptères.
- Un canon-mitrailleur de 20 mm M693 Mle F2. Sa portée maximum est de 1 500 m. Il peut être activé par le tireur ou le chef de char. Il peut tirer des obus antipersonnel HEI (High Explosive Incendiary) avec une vitesse initiale de 1 050 m/s ou des obus perforants avec une vitesse initiale de 1 250 m/s.

### Armement sur tourelle
- Une mitrailleuse de 7,62 mm AN-F1 couplée à un projecteur infra-rouge PH-9A d'une portée de 500 m en mode infra-rouge et 700 m en mode lumière blanche située dans un support protégé à droite du tourelleau. L'arme a un débattement négatif de −10° à 4°. Elle est mue par un volant situé dans le toit de la tourelle. Elle est fixée sur un affût mobile, lui-même fixé sur le tourelleau, et commandée depuis l'intérieur par le chef de char. Sa portée maximale est de 700 m.
- Quatre lance-pots fumigènes disposés de part et d'autre de l'arrière de la tourelle et qui peuvent cacher complètement l'engin en huit secondes complètent sa défense rapprochée (total d'engins fumigènes: 16).

Pendant la guerre du Golfe, des systèmes lance-leurres infra-rouge ont été montés à l'avant de la tourelle pour dévier les armes antichars tirant du haut et des lance-pots fumigènes ou lance-leurres ont été ajoutés de chaque côté.

## Source